# Екатерининский собор (Луга)
Екатерининский собор или храм святой великомученицы Екатерины — православный храм в городе Луга, центре одноимённого района Ленинградской области. Посвящён христианской великомученице Екатерине Александрийской (287—305). Собор построен в 1778-1786 годах по указу императрицы Екатериной II.
Является приписным храмом Лужского благочиния Гатчинской епархии.

## История
Начало строительства храма относится к 1778—1779 годах и связано с личным указом Екатерины II. Она поручила построить во вновь учреждённом городе Луга «соборную церковь» Псковского наместничества. На этот проект выделялось 6 тысяч рублей и давался срок в два года. Однако работы затянулись, Лужский уезд передали в состав Санкт-Петербургской губернии и вопрос о строительстве был поднят снова. В 1783 году императрица распорядилась дополнительно обеспечить строительные работы по храмам в Луге и Вытегре на общую сумму в 23900 рублей. К 1786 году строительство каменной церкви в Луге было закончено и с января 1787 года она стала считаться действующей. В церкви с 1789 года хранилась особо почитаемая икона Печерской Божьей Матери, перенесённая сюда из деревянной часовни, находившейся в 5 верстах от Луги в Смешинском приходе. На иконе изображён образ Успения с ликами Спасителя, Иоанна Предтечи и апостолов.
Екатерининская церковь представляла собой каменную постройку с одной апсидой, напоминающую протестантскую кирху. К 1841 году произошло оформление её западного фасада классическим четырёхколонным портиком с возведением над ним небольшой колокольни. Храм окружили четырёхугольной оградой с каменными столбами. К середине XIX века в Луге встал вопрос о реконструкции первоначальной соборной церкви в связи с увеличением количества прихожан. Предполагалось дополнить собор двумя приделами и колокольню. В 1863 году митрополит Новгородский Исидор представил проект на утверждение в Главное управление путей сообщения и публичных здании, но его отклонили из-за неудобства планировки внутреннего помещения. Скорректированный проект утвердили в том же году, но так и не реализовали. Одной из причин называлась близость здания собора к берегу реки, затапливаемого во время половодья.
Причт собора составляли: протоиерей, священник, диакон, дьячок, пономарь и просвирня. Священник и дьячок служили по окрестным деревням. Кроме Луги к собору были приписаны четыре деревни: Естомичи, Раковичи, Стояновщина и Вяжищи. Прихожан здесь числилось порядка 1680 человек.
В советское время храм был закрыт и приспособлен под детский кинотеатр «Родина». После распада СССР здание вернули церкви.
17 июня 1993 года храм освящён малым чином благочинным Лужского округа протоиереем Владимиром Фоменко. 3 мая 2015 года епископ Гатчинский и Лужский Митрофан совершил чин великого освящения храма.